# Proceso holandés

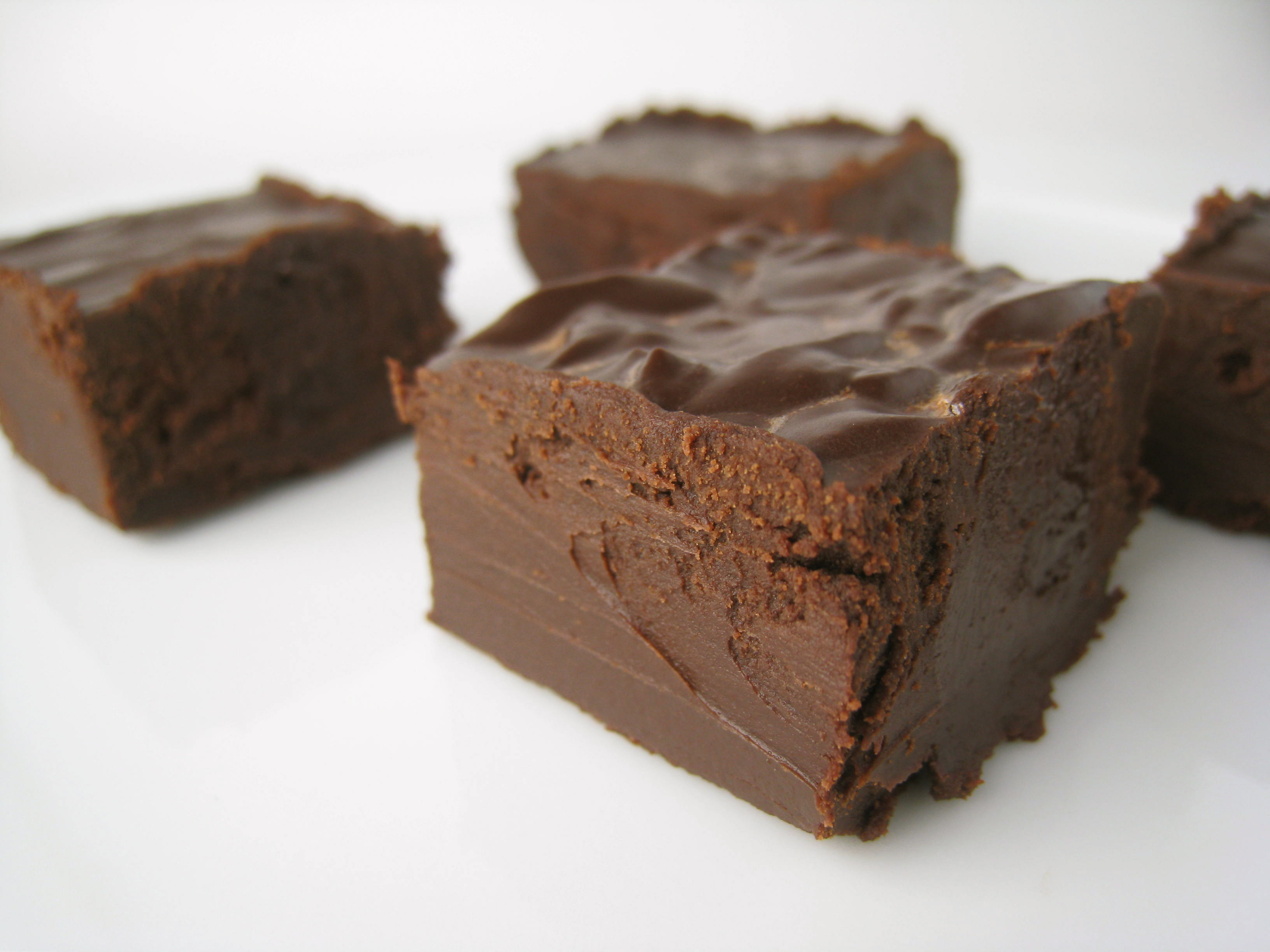
El proceso holandés proporciona un sabor más suave al chocolate

El proceso holandés (antes denominado como proceso de Van Houten) es un proceso típico de la elaboración del chocolate mediante el cual se añade a la masa de cacao molida un álcali que neutraliza la tendencia ácida del chocolate. Básicamente se trata de un proceso de alcalinización del chocolate. La denominación "holandés" se debe a la patria del inventor del proceso. La patente fue ideada en 1828 por el químico holandés Coenraad Johannes van Houten siendo el primero de una serie de inventores que logró modernizar la producción del chocolate, mediante el empleo de este proceso a comienzos del siglo XIX. El chocolate obtenido por este proceso resulta ser más suave que el chocolate obtenido sin el tratamiento por medios alcalinos. El chocolate elaborado por el método holadés es el más habitual en la elaboración de helados de chocolate, bebidas de cacao, etc. 

## Características
El producto final posee diversos atributos que lo diferencian del chocolate tratado sin álcalis. Aparte del más evidente de ellos que es un producto con un pH (que va desde 6.0 hasta 8.8) ligeramente más elevado mediante la neutralización de los componentes ácidos. Los medios alcalinos más habituales empleados por la industria chocolatera son el carbonato de potasio, bicarbonato de amonio, bicarbonato o simplemente bicarbonato de sodio. El cacao posee varios ácidos que ofrecen un sabor y textura desagradables, y que se eliminan mediante el proceso de alcalinización. De esta forma se consigue: un chocolate que posee una acidez inferior (valor de pH superior), incrementa la solubilidad, mejora el color debido a un cambio en la composición de flavonoides y suaviza el sabor final.